# Serhii Postriehin
Serhii Postriehin (n. 1 noiembrie 1957, Herson, RSS Ucraineană, URSS) este un canoist ce a reprezentat Ucraina, medaliat olimpic. A participat la o ediție a Jocurilor Olimpice (1980) în care a câștigat o medalie de aur și o medalie de argint.